# قائم بالأعمال

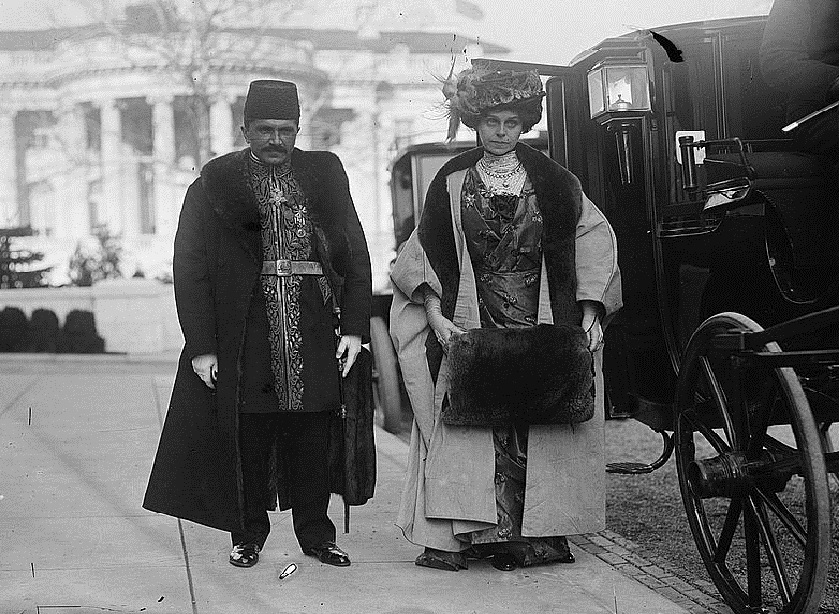
القائم بالأعمال في فارس وزوجته يزوران الرئيس وودرو ويلسون في البيت الأبيض في مايو 1913.

القائم بالأعمال هو دبلوماسي يرأس السفارة في حالة غياب السفير.
يتمتع القائم بنفس الامتيازات والحصانات كسفير منتظم، وعلى غرار السفراء، يمكن أن يخاطب القائم بالأعمال بصفته صاحب السعادة، ويعتبر القائم بالأعمال في مركز أقل أهمية من السفير ويكون أقل أسبقية في المناسبات الدبلوماسية الرسمية. 

## قائم بالأعمال على المدى الطويل
في بعض الحالات يتم تعيين القائم بالأعمال لفترة طويلة مثل عندما يرأس البعثة سفير غير مقيم معتمد لدى بلدان متعددة.

### اقتباسات
1. ↑  "2 FAM 320 Precedence" (PDF). U.S. Department of State Foreign Affairs Manual. 18 أكتوبر 2011. مؤرشف من الأصل (PDF) في 2020-01-03. اطلع عليه بتاريخ 2016-03-20.